# Lijst van rijksmonumenten aan de Lauriergracht
Een overzicht van de 36 rijksmonumenten aan de Lauriergracht in Amsterdam.
| Object | Oorspronkelijke functie? | Bouwjaar                        | Architect  | Locatie              | Coördinaten?                  | Nr.?   | Afbeelding        |
| --- | ------------------------ | ------------------------------- | ---------- | -------------------- | ----------------------------- | ------ | ----------------- |
| Pand met gevel onder rechte lijst | Woonhuis                 | eerste helft 19e eeuw           |            | Lauriergracht 3      | 52° 22' 18" NB, 4° 52' 56" OL | 3199   | Meer afbeeldingen |
| Pand met gevel onder rechte lijst waarin een anker gesneden | Gebouw                   | 19e eeuw                        |            | Lauriergracht 5      | 52° 22' 18" NB, 4° 52' 56" OL | 3200   | Meer afbeeldingen |
| Pand met gevel onder latere punttop | Gebouw                   | 17e eeuw                        |            | Lauriergracht 9      | 52° 22' 18" NB, 4° 52' 56" OL | 3201   | Meer afbeeldingen |
| Huis met latere puntgevel | Gebouw                   | 17e eeuw                        |            | Lauriergracht 11     | 52° 22' 18" NB, 4° 52' 56" OL | 3202   | Meer afbeeldingen |
| Pand met klokgeveltje | Gebouw                   | tweede kwart 18e eeuw           |            | Lauriergracht 19     | 52° 22' 17" NB, 4° 52' 55" OL | 3203   | Meer afbeeldingen |
| Pand met halsgevel met leeuwen als vleugelstukken | Gebouw                   | 1658 (pand) ca. 1800 (pui)      |            | Lauriergracht 23A    | 52° 22' 17" NB, 4° 52' 54" OL | 3204   | Meer afbeeldingen |
| Rechterhelft van een huis onder schilddak | Gebouw                   | tweede helft 17e eeuw           |            | Lauriergracht 51     | 52° 22' 16" NB, 4° 52' 48" OL | 3205   | Meer afbeeldingen |
| Pand met halsgevel | Gebouw                   | tweede kwart 18e eeuw           |            | Lauriergracht 73     | 52° 22' 15" NB, 4° 52' 46" OL | 3206   | Meer afbeeldingen |
| Pand met gevel onder rechte lijst waarboven schilddak | Woonhuis                 | derde kwart 19e eeuw            |            | Lauriergracht 75     | 52° 22' 15" NB, 4° 52' 46" OL | 3207   | Meer afbeeldingen |
| Pak- of werkhuis met puntgevel | Gebouw                   | 18e eeuw                        |            | Lauriergracht 77     | 52° 22' 15" NB, 4° 52' 46" OL | 3208   | Meer afbeeldingen |
| Pand met halsgevel | Woonhuis                 | eerste of tweede kwart 18e eeuw |            | Lauriergracht 87     | 52° 22' 15" NB, 4° 52' 45" OL | 3209   | Meer afbeeldingen |
| Pand met klokgevel | Gebouw                   | derde kwart 18e eeuw            |            | Lauriergracht 89     | 52° 22' 15" NB, 4° 52' 45" OL | 3210   | Meer afbeeldingen |
| Pand met klokgevel | Gebouw                   | derde kwart 18e eeuw            |            | Lauriergracht 91A    | 52° 22' 15" NB, 4° 52' 45" OL | 3211   | Meer afbeeldingen |
| Twee huizen, een groep beneden- en bovenwoningen vormend | Gebouw                   | eerste helft 19e eeuw           |            | Lauriergracht 93     | 52° 22' 15" NB, 4° 52' 45" OL | 3212   | Meer afbeeldingen |
| Pand met klokgevel | Gebouw                   | 18e eeuw                        |            | Lauriergracht 103A   | 52° 22' 13" NB, 4° 52' 43" OL | 3213   | Meer afbeeldingen |
| Pand met zeer hoge klokgevel met fraai gesneden deur | Gebouw                   | 1775                            |            | Lauriergracht 107    | 52° 22' 14" NB, 4° 52' 42" OL | 3215   | Meer afbeeldingen |
| Pakhuis met puntgevel | Gebouw                   | tweede of derde kwart 18e eeuw  |            | Lauriergracht 109    | 52° 22' 14" NB, 4° 52' 42" OL | 3216   | Meer afbeeldingen |
| Pand met klokgevel | Gebouw                   | vroeg derde kwart 18e eeuw      |            | Lauriergracht 111    | 52° 22' 14" NB, 4° 52' 41" OL | 3217   | Meer afbeeldingen |
| Pakhuis met gevel onder triglyfenlijst | Gebouw                   | laatste kwart 18e eeuw          |            | Lauriergracht 123    | 52° 22' 14" NB, 4° 52' 40" OL | 3218   | Meer afbeeldingen |
| Huis met klokgeveltje van zware vormen | Woonhuis                 | 17e/18e eeuw                    |            | Lauriergracht 2      | 52° 22' 19" NB, 4° 52' 57" OL | 3219   | Meer afbeeldingen |
| Pand met klokgevel | Woonhuis                 | mogelijk derde kwart 18e eeuw   |            | Lauriergracht 8      | 52° 22' 19" NB, 4° 52' 56" OL | 3220   | Meer afbeeldingen |
| Pand met gevel met rechte lijst waarboven schilddakje | Gebouw                   | eerste kwart 19e eeuw           |            | Lauriergracht 12     | 52° 22' 19" NB, 4° 52' 55" OL | 3221   | Meer afbeeldingen |
| Pakhuis met puntgevel | Werk-woonhuis            | 17e eeuw                        |            | Lauriergracht 30     | 52° 22' 19" NB, 4° 52' 54" OL | 3222   | Meer afbeeldingen |
| Huis, wegens de zandstenen onderdelen van de klokvormige top | Gebouw                   | tweede kwart 18e eeuw           |            | Lauriergracht 50     | 52° 22' 18" NB, 4° 52' 54" OL | 3223   | Meer afbeeldingen |
| Pand met halsgeveltje | Gebouw                   | eerste of tweede kwart 18e eeuw |            | Lauriergracht 56     | 52° 22' 18" NB, 4° 52' 53" OL | 3224   | Meer afbeeldingen |
| Huis wegens de zandstenen onderdelen van de gekuifde klokvormige top | Gebouw                   | derde kwart 18e eeuw            |            | Lauriergracht 62     | 52° 22' 18" NB, 4° 52' 52" OL | 3225   | Meer afbeeldingen |
| Pand met klokgevel | Gebouw                   | midden 18e eeuw                 |            | Lauriergracht 74     | 52° 22' 18" NB, 4° 52' 52" OL | 3227   | Meer afbeeldingen |
| Pand geheel verbouwd en van een nieuw dak voorzien huis waarvan de gevel bij die verbouwing zijn merkwaardig uiterlijk heeft gekregen met smalle en brede lisenen op de muurdammen en enig ornament in de bepleistering | Gebouw                   | vermoedelijk 17e eeuw           |            | Lauriergracht 82     | 52° 22' 18" NB, 4° 52' 50" OL | 3228   | Meer afbeeldingen |
| Pand met halsgevel met oeils-de-boeuf | Woonhuis                 | 1720                            |            | Lauriergracht 112    | 52° 22' 16" NB, 4° 52' 46" OL | 3229   | Meer afbeeldingen |
| Pand met halsgevel met oeils-de-boeuf | Gebouw                   | 1720                            |            | Lauriergracht 114    | 52° 22' 16" NB, 4° 52' 45" OL | 3230   | Meer afbeeldingen |
| V/m luthers weeshuis | Gebouw                   | 1784                            |            | Lauriergracht 116    | 52° 22' 16" NB, 4° 52' 45" OL | 3231   | Meer afbeeldingen |
| Pakhuis met later versoberde puntgevel | Gebouw                   | 1650                            |            | Lauriergracht 118    | 52° 22' 16" NB, 4° 52' 44" OL | 3232   | Meer afbeeldingen |
| Pand met gevel onder latere punttop | Gebouw                   | 18e eeuw                        |            | Lauriergracht 136    | 52° 22' 15" NB, 4° 52' 42" OL | 3233   | Meer afbeeldingen |
| Pand met gewijzigde gevel onder 19e-eeuwse punttop | Gebouw                   | 18e/19e eeuw                    |            | Lauriergracht 138    | 52° 22' 15" NB, 4° 52' 41" OL | 3234   | Meer afbeeldingen |
| Pand met gevel onder gesneden rechte lijst | Gebouw                   | eerste kwart 19e eeuw           |            | Lauriergracht 148    | 52° 22' 15" NB, 4° 52' 40" OL | 3235   | Meer afbeeldingen |
| Kapel de Voorzienigheid | Kerk en kerkonderdeel    | 1882                            | A.C. Bleys | Lauriergracht bij 41 | 52° 22' 17" NB, 4° 52' 52" OL | 422548 | Meer afbeeldingen |